# ジャコウインコ
ジャコウインコ （学名：Glossopsitta splendida）は、オウム目インコ科に属する鳥類。オーストラリア固有種。

## 分布
クイーンズランド州中部からニューサウスウェールズ州東部、ビクトリア州、南オーストラリア州のアデレードのあたりまでと、タスマニア島。

## 形態
全長20-23cm、体重約70g。
全身はほぼ黄緑色で、耳羽、前頭部、くちばしは赤色。頭頂は青みのある緑色。後頭部から背面にかけてはオリーブ色。尾羽の下面は基部が赤色で、先端に行くにしたがって黄色みを帯びる。雌雄ほぼ同色だが、メスの方が、頭頂の青みがより少ない。

## 生態
ひらけたユーカリの森などに生息している。食性は草食性で、おもにユーカリの花の花粉や密を採食する。
繁殖期は主に8月から1月にかけて。巣は通常、樹洞に作られる。一回の産卵で、25x20 mmの白い卵を2つ産卵する。約22日後に孵化し、雛は約50日で巣立ちする。